# Brabus Bullit
Brabus Bullit — невелика серія спортивних автомобілів від німецького ательє Brabus.

## Опис
Автомобілі створені на основі Mercedes-Benz C-Класу в кузові W204 і оснащені одним з найпотужніших в даний час двигунів Brabus.
Bullit має двигун V12 об'ємом 6233 см3, потужністю 730 к.с. (537 кВт) при 5100 об/хв і максимальним обертовим моментом 1320 Нм, який обмежений електронікою на 1100 Нм при 2100 об/хв.
Максимальна швидкість Bullit становить близько 360 км/год. Розгін від 0 до 100 км/год становить 3,9 секунди.

## Галерея

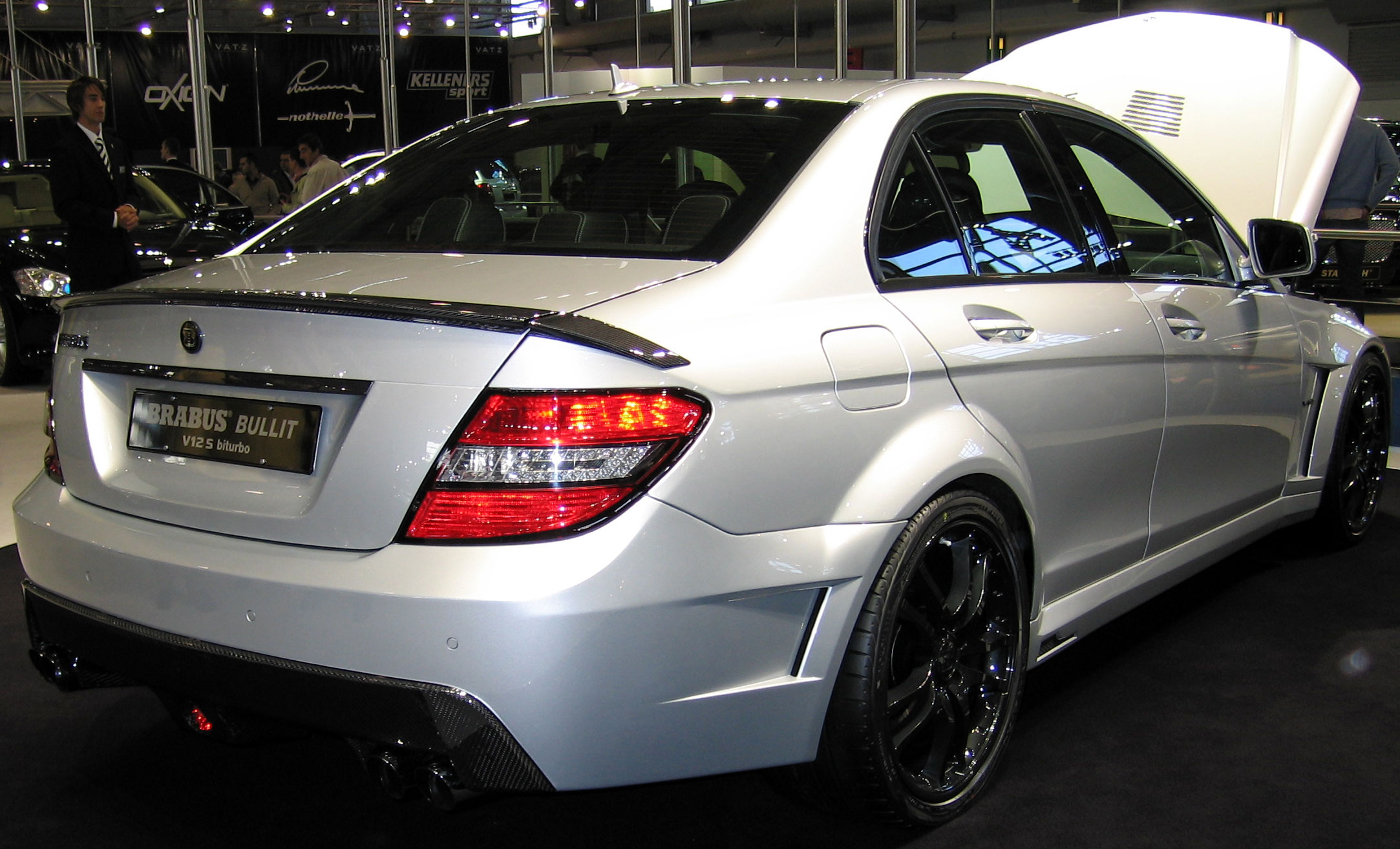
Brabus Bullit V12 S Biturbo
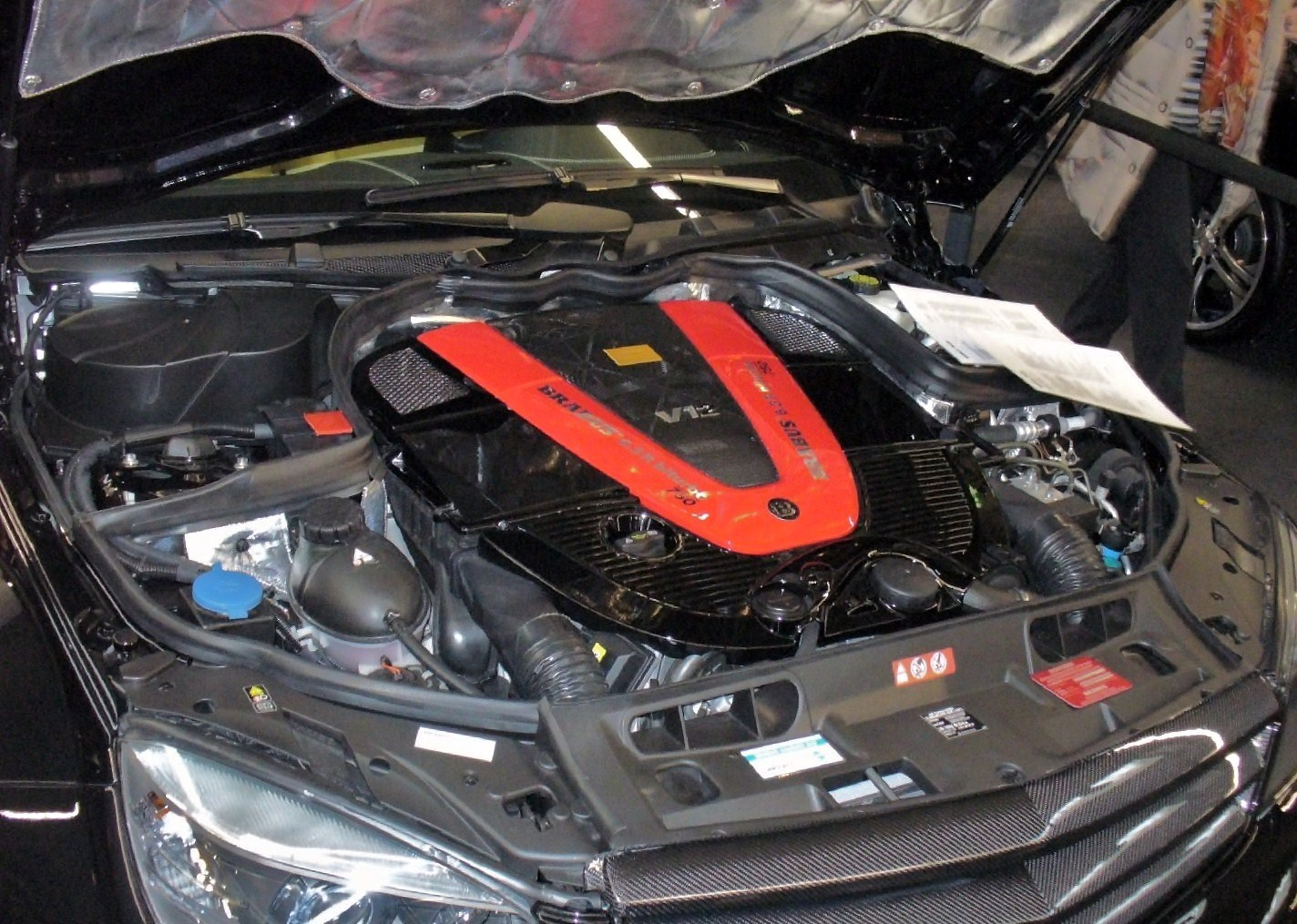
6,2 л V12 Bullit